# 王臣簋
王臣簋，西周中期青銅器，1977年出土於陝西澄城縣南串業村的西周墓葬。簋蓋和內底有相同內容的銘文，記述周王賞賜王臣的事件，因而得名。

## 形制
王臣簋通高22.3釐米，口徑20釐米，腹深10.7釐米。弇口、矮體、寬腹，一對獸首銜環耳，圈狀蓋紐，下連三條獸面扁足口下、蓋沿及圈足皆裝飾竊曲紋。蓋和腹飾瓦紋，紐內飾團鳥紋。

## 銘文
簋蓋和內底各有銘文八十五字，內容相同，分行畧異，隸定為：
隹（唯）二年三月初吉庚寅，王各（格）于大（太）室，（益）公入右（佑）王臣，即立（中）廷，北鄉（嚮），乎（呼）内史（敖）冊命王臣：易女（錫汝）朱黃（衡）、賁親（襯）、幺（玄）衣、黹屯（純）、鑾旂，五日、戈（畫）、必（厚柲）、彤沙（緌），用事。王臣手稽首，丕敢顯天子對揚休，用乍（作朕）文考易中（仲尊簋），王臣（其）永寶用。